# 국연 (위나라)
국연(國淵, ? ~ ?)은 중국 후한 말기의 관료로, 자는 자니(子尼)이며 청주 낙안국 익현(益縣) 사람이다.

## 생애
정현에게 사사했고, 본디 무명이나 정현에게서 나라의 그릇이라는 높은 평가를 들었다. 동란이 일어나자 병원·관녕과 함께 요동으로 피해, 험준한 산에서 많은 사람에게 학문을 가르쳤다. 후에 고향으로 돌아오자 조조로부터 초빙되었다.
조조가 관중을 토벌하러 간 동안에 거부장사를 지내면서 후방의 일을 도맡았다. 전은(田銀)과 소백(蘇伯)의 난이 평정되고서, 그 잔당들에게 형벌을 행하지 않을 것을 청해 수천 명을 얻었다. 당시 반란군이나 도둑을 잡으면 10배로 과장하는 습관이 있었는데 국연은 그러지 않았다. 조조는 이를 기뻐하여 위군태수로 승진시켰다.
위군태수 시절, 비방하는 투서가 붙었다. 국연은 이것은 비밀로 하고, 투서에서 《이경부》의 내용을 많이 인용하는 것을 기대어 공조들에게 이경부를 배울 사람을 구해오게 했다. 이후 이경부를 읽을 수 있는 사람을 비밀리에 찾았고, 그 사람의 필적을 대조해 보니 투서와 일치했다. 이렇게 해서 이 투서를 쓴 사람을 잡아들여 심문했다.
태복으로 승진해 구경의 반열에 들었으나, 자신은 검소하게 생활하고 종족들에게 봉록을 나누어주었다. 재임 중에 죽었고, 조조는 국연의 아들 국태(國泰)를 낭(郞)에 임명하였다.

## 출전
- 진수, 《삼국지》 권11 원장양국전왕병관전
- 왕침(王沈), 《위서(魏書)》[진수, 《삼국지》 권11 위서 제11 원장양국병왕관전 배송지주(裴松之注)에 주석으로 인용]

## 같이 보기
- 삼국지 인물 목록